# Jiří Hubáček
Jiří Hubáček (né le 13 janvier 1975 à Hradec Králové est un joueur professionnel tchèque de hockey sur glace.

## Carrière de joueur
En 1993, il commence sa carrière avec le HC Hradec Králové en Extraliga. En 1998, il rejoint le HC Kladno. De 2000 à 2004, il joue en 1.liga. Il joue un an au HC Settequerce en Serie B. En 2005, il rejoint par l'intermédiraire de son ami Martin Filip le club de Briançon en Ligue Magnus. Mais il ne parvient pas à s'imposer sur la ligne de son compatriote et quitte le club à la fin de la saison. Il part à Hosa en Ligue Asiatique. En 2007-2008, il joue en 1.Liga avant de servir de joker à deux clubs de Ligue nationale B. Il joue actuellement en Superliga Nationala au SCM Brasov.

## Statistiques
| Saison    | Équipe                   | Ligue               |    | Saison régulière | Saison régulière | Saison régulière | Saison régulière | Saison régulière |   | Séries éliminatoires | Séries éliminatoires | Séries éliminatoires | Séries éliminatoires | Séries éliminatoires |
| Saison    | Équipe                   | Ligue               | PJ | B                | A                | Pts              | Pun              | PJ               | B | A                    | Pts                  | Pun                  |                      |                      |
| 1993-1994 | HC Hradec Kralove        | Extraliga           | 16 | 1                | 3                | 4                | 0                |                  |   |                      |                      |                      |                      |                      |
| 1998-1999 | HC Kladno                | Extraliga           | 8  | 0                | 4                | 4                | 0                | 1                | 0 | 1                    | 1                    | 0                    |                      |                      |
| 1999-2000 | HC Kladno                | Extraliga           | 14 | 2                | 2                | 4                | 0                |                  |   |                      |                      |                      |                      |                      |
| 2000-2001 | HC Liberec               | 1.liga              | 32 | 9                | 7                | 16               | 6                | 11               | 1 | 3                    | 4                    | 2                    |                      |                      |
| 2001-2002 | HC Slovan Usti nad Labem | 1.liga              | 35 | 16               | 9                | 25               | 12               | 6                | 2 | 1                    | 3                    | 4                    |                      |                      |
| 2002-2003 | HC Slovan Usti nad Labem | 1.liga              | 39 | 11               | 18               | 29               | 46               | 5                | 2 | 4                    | 6                    | 2                    |                      |                      |
| 2003-2004 | HC Hradec Kralove        | 1.liga              | 40 | 14               | 24               | 38               | 14               | 3                | 0 | 0                    | 0                    | 0                    |                      |                      |
| 2004-2005 | HC Settequerce           | Serie B             | 36 | 27               | 25               | 52               | 6                | 4                | 2 | 3                    | 5                    | 2                    |                      |                      |
| 2005-2006 | Briançon                 | Ligue Magnus        | 26 | 6                | 5                | 11               | 6                | 4                | 1 | 0                    | 1                    | 0                    |                      |                      |
| 2006-2007 | Hosa                     | Ligue Asiatique     | 31 | 16               | 35               | 51               | 14               |                  |   |                      |                      |                      |                      |                      |
| 2007-2008 | Hokej Šumperk 2003       | 1.liga              | 7  | 0                | 0                | 0                | 0                |                  |   |                      |                      |                      |                      |                      |
| 2007-2008 | HC Thurgovie             | LNB                 | 3  | 2                | 1                | 3                | 2                |                  |   |                      |                      |                      |                      |                      |
| 2007-2008 | HC Viège                 | LNB                 | 7  | 1                | 6                | 7                | 2                |                  |   |                      |                      |                      |                      |                      |
| 2007-2008 | EHC Team Wien            | Nationalliga        | 10 | 2                | 6                | 8                | 4                |                  |   |                      |                      |                      |                      |                      |
| 2008-2009 | SCM Brasov               | Superliga Nationala | 24 | 23               | 20               | 43               | 8                |                  |   |                      |                      |                      |                      |                      |

## Évolution en Ligue Magnus
- Premier match: le 10 septembre 2005 contre le Mont-Blanc.
- Premier point: le 17 septembre 2005 à Chamonix.
- Première assistance: le 24 septembre 2005 contre Gap.
- Premier but: le 17 septembre 2005 à Chamonix.
- Plus grand nombre de points en un match: 2, le 17 septembre 2005 à Chamonix.
- Plus grand nombre de buts en un match: 2, le 17 septembre 2005 à Chamonix.
- Plus grand nombre d'assistances en un match:  1, à plusieurs reprises.